# Assassin’s Creed IV: Black Flag
Az Assassin's Creed IV: Black Flag egy 2013-as történelmi akció-kaland videójáték, amit a Ubisoft Montreal fejlesztett és a Ubisoft adott ki. Megjelent PlayStation 3-ra, Xbox 360-ra és Wii U-ra 2013 októberében. PlayStation 4-re, Windows-ra és Xbox One-ra pedig 2013 novemberében.
Ez az Assassin's Creed sorozat hatodik fontosabb felvonása. A 2012-es Assassin's Creed III modern történetvonalának folytatása és történelmi cselekményének előzménye. A történet a korai 18. században játszódik, a Karib-térségben, a kalózkodás aranykorában és a hírhedt kalózt, Edward Kenwayt követi, az Assassin's Creed III főhősének, Ratonhnhaké:ton nagyapját, aki az asszaszinok és a templomosok között vívott konfliktusba botlik. Az előző játékoktól eltérően a játékmenet elemei inkább a hajózásra épülő felfedezésre fókuszálnak a nyílt térképen, miközben megtartja a sorozat külső nézetes szárazföldi felfedezését, közelharci, és lopakodási rendszerét. A többjátékos mód szintén visszatér, bár csak a szárazföldi módoknál és beállításoknál.
Assassin's Creed IV: Black Flag pozitív értékeléseket kapott, a kritikusok dicsérték a nyitott világú játékmenetet, mellékküldetéseket, grafikát és tengeri ütközeteket. A történet vegyes visszajelzéseket kapott, de a kritikák a történet küldetéseinek azon részeit érték, amit ismétlődőnek találtak. A játék több díjat és jelölést is kapott, többek között megnyerte a Spike VGX 2013 legjobb akció-kaland játéka díját. A játékot az Assassin's Creed Unity követi, ami a francia forradalom idején játszódik és 2014 októberében jelent meg.

## Játékmenet
A játék három főbb várost szerepeltet: Havannát, Kingstont és Nassaut; ezen városok sorban spanyol, brit, illetve kalóz befolyás alá tartoznak. A játékban szerepet kap 50 ,,egyedülálló" hely is, amit fel lehet fedezni, egy 60/40-es aránnyal a szárazföldi és tengeri felfedezések között. Az Assassin's Creed IV egy sokkal nyitottabb világ érzését kelti, mint a hasonló küldetések az Assassins Creedben, és persze sokkal kevesebb megkötéssel a játékos számára. A játékban a világ hamar nyitottá válik, ellentétben az Assassin's Creed III-mal, aminek nagyon rögzített küldetései voltak, ezért nem sok szabadságot és felfedezni valót nyújtott, amíg a játék kellőképp előre nem haladt. A játékos találkozik dzsungelekkel, erődítményekkel, romokkal és kis falvakkal, a játék világa pedig úgy van felépítve, hogy sokkal több szabadságot nyújtson. Mint például a játékosok megtámadhatnak, megszállhatnak és elfoghatnak elhaladó hajókat és probléma mentesen úszhatnak a közeli tengerpartokon. Továbbá, a vadász rendszer is visszatért az Assassin's Creed III-ból, megengedve a játékosnak, hogy vadásszon a szárazföldön, vagy halásszon a vízben.
A játék egy új sajátsága a Jackdaw (Csóka) nevű hajó, melynek a játékos a kapitánya. A Jackdaw bővíthető a játék folyamán, és könnyen hozzáférhető, ha a játékosnak szüksége van rá. Továbbá, új vízalatti elemet is hozzáadtak. A játékos hozzáfér egy távcsőhöz, ezzel tanulmányozhatja a távoli hajókat, a szállítmányukkal és erősségükkel együtt. Azt is segíthet meghatározni, hogy egy szigeten vannak-e még vadászható állatok, megtalálandó kincsek, vagy szinkronizáláshoz elérendő magaslati pontok. Az Assassin's Creed: Brotherhoodban bemutatott toborzó rendszer is visszatért, továbbfejlesztett formában. Ezzel lehetővé téve Edward számára, hogy új legénységet toborozzon. Míg Kenway legénysége hűséges marad, és a megszerzett hajók felett parancsnokságot szerezhet, nem segíthetnek a harcban, vagy hajthatnak végre nagy távolságú gyilkosságokat, mint az előző játékokban. Ubisoft eltávolította a testvériség rendszerének ezt az aspektusát, mert úgy vélték, hogy a játékosok általa túl könnyedén oldhatják meg a feszült és kihívást jelentő helyzeteket.
Napjainkban, az Abstergo Entertainment irodáiban – Abstergo Industries egy leányvállalata – Quebecben, Montrealban, a játékosok modern kori kalózkodásban vesznek részt az Abstergo irodáinak felfedezése során, kihallgathat és hackkel, mindezt harc nélkül. A különböző "hackelős" játékok szintúgy jelen vannak, hasonlóan a korábbi csoportosításhoz és rejtjeles kirakósokhoz, titkokat fedve fel az Abstergoról.
A többjátékos mód szintén visszatér, új beállításokkal és új játék módokkal, noha, csak szárazföldi központú.

## Áttekintés
Szereplők
A játék főszereplője – akit a játékos irányít – Edward Kenway (angol hangja: Matt Ryan), egy walesi partizánból lett kalóz és az Asszaszin Rend örökös tagja. Az Assassin's Creed III két játszható karakterének; Haytham Kenway apja, és Ratonhnhaké:ton (Connor) nagyapja. Valós személyek, akikkel találkozik, beleértve a kalózok, Edward "Blackbeard" Thatch (Mark Bonnar), Benjamin Hornigold, Mary Read, Stede Bonnet, Anne Bonny, Calico Jack és Charles Vane (Ralph Ineson).
Díszlete
Mint az Assassin's Creed sorozat korábbi játékainak esetében is, a játék két összefonódó részre van osztva. Egyik a jelenben, a másik pedig egy történelmi korban, az események pedig befolyással vannak egymásra. Habár, korábban a jelenkori történetben egy Animusra volt szükség, hogy lássák valaki őseinek emlékeit, az Assassin's Creed III felfedte, hogy az Abstergo most már úgy is láthatja a gazdatest genetikai emlékeit, ha egyszerűen szekvenálja a gazda DNS-ét. Így a játszható karaktert felbérelte az Abstergo Entertainment, hogy nyomozzanak egy kulcsfontosságú karakter után Desmond felmenői között, aki az asszaszin, Edward Kenway a hírhedt kalóz és partizán a kalózkodás aranykorában tevékenykedik. Kenway története a Karib-tengeren játszódik és vegyíti a szabadon értelmezhető hajózáson alapuló felfedezést, a harccal és a szárazföldi kalandokat számos karibi szigeten, csakúgy mint Florida egyes déli részeit.
Cselekmény
A Desmond Miles testéből vett, pillanatokkal a halála utáni minták képessé tették az Abstergo Industriest, hogy folytassák a genetikus memóriák kutatását, az Animus újonnan felfedezett felhő vezérelt képességeivel. A névtelen játékos szereplőt az Abstergo Entertainment bérli fel, hogy kivizsgálják Edward Kenway, tizennyolcadik századi kalóz emlékeit. Aki Haytham Kenway apja és Ratonhnhaké:ton nagyapja. Látszólag, ez anyag gyűjtés, egy Animus által működő interaktív filmhez, de a valóságban az Abstergo – a Templomosok a jelenben – az Első Civilizáció általi építményt kutatnak, ami Csillagvizsgáló néven ismert. Edward Kenway emlékeit használják fel, hogy ezt megtalálják.
Kenwayként a játékosnak fel kell fednie az összeesküvést magas rangú Templomosokról, a brit és spanyol birodalmon belül, akik látszólag a kalózkodástól akarják megtisztítani a Karib-tengert. Helyzetükből kifolyólag behatárolják a Bölcset – később Bartholomew Roberts néven azonosították – ő az egyetlen személy, aki elvezetheti őket az Obszervatóriumhoz, az Első Civilizáció eszközéhez, ami képes nyomon követni bárkit, bárhol a világon, egy vérminta alapján, amit arra használnának, hogy kémkedjenek és zsarolják a világ vezetőit. Kenway egy véletlen szereplőjévé válik titkos terveikben, amikor megöl egy szélhámos asszaszint, Duncan Walpole-t. Látva a profit lehetőségét, Kenway átveszi Walpole helyét egy havannai templomosgyűlésen, ahol találkozik Woodes Rogers-szel, valamint a kubai kormányzóval és templomos nagymesterrel, Laureano Toresszel. Vakmerősége veszélybe sodorja az egész Asszaszin Rendet, emiatt arra szorul, hogy levadássza a Bölcset és az összeesküvőket a Yukatán-félszigettől Jamaicáig, s végül az afrikai part közelében fekvő Principe szigetén kapja el Robertset.
Eközben hírhedt kalózok – pl. Edward "Feketeszakáll" Thatch, Benjamin Hornigold, és Charles Vane, többek között – bandája kalózutópiáról álmodik, ahol szabadon, királyoktól és uralkodóktól távol lehet élni. Kenway segítségével elfoglalják Nassaut. Azonban a gyenge kormányzás, a gazdaság hiánya és egy járvány kitörése a kalózállamot veszélyesen az összeomlás szélére vezeti, az alapítók véleménye az előrehaladás mikéntjéről pedig megoszlik. Kenway megpróbálja rendezni a vitát, de elkésik, nem tudván megakadályozni, hogy a templomosok saját céljaikra használják fel a helyzetet.
Végül Kenway és Roberts feltárja az Obszervatórium elhelyezkedését és elhozzák az azt energiával tápláló ereklyét, de az utolsó pillanatban Roberts elárulja Kenwayt. A kalóz bűntettek miatti rövid börtönbeli szűkölködés után Edward megszökik Ah Tabai, az asszaszin Tanácsadó segítségével, és úgy dönt, csatlakozik rendjükhöz. Roberts és a Templomos összeesküvők üldözése közben Kenwey megszerzi az ereklyét és visszaviszi az Obszervatóriumba, biztosan elzárva azt. Ott maradt az új meggyőződésével egy bizonytalan jövővel szembenézve, mígnem  a felesége eltávozásáról és mindeddig ismeretlen lánya, Jennifer Scott közelgő érkezéséről szóló levelet kap. Kenway visszautazik Angliába, megígérve Ah Tabainak, hogy egy nap visszatér és folytatja a Templomosok elleni küzdelmet.
A jelenben a játékost megkeresi John, az Abstergo Entertainment informatikai menedzsere. John meggyőzi a játékost arról, hogy a munkaadói többet tudnak annál, mint amit elmondanak, és arra ösztökéli őt, hogy folytasson részletekbe menő nyomozást. Ráveszi a játékost, hogy számos animust és biztonsági kamerát meghekkeljen, ezután az elvett információt Shaun Hastingshez és Rebecca Crane-hez küldeti, akik az Abstergóba való beépülés érdekében dolgoznak ott. Amikor a létesítményt biztonsági okokból lezárják, miután a hekkelésekre fény derül, John megszervezi a játékos számára, hogy hozzáférhessen az Animus maghoz, ahol Júnó test nélküli formát ölt. Felfedi, hogy bár szükséges volt kinyitni a templomát ahhoz, hogy elhárítsák a katasztrófát, de a világ még nem áll készen rá, és ő nem képes hatást gyakorolni rá, sem megszállni a játékost mint azt az ügynökei szerették volna. Johnról kiderül, hogy a Bölcs reinkarnációja, és Júnó feltámasztásának sikertelen próbálkozását eltussolandó megpróbálja meggyilkolni a játékost, de ezelőtt megölik az Abstergo biztonsági őrei, ezáltal ő tűnik a hekkelésekért felelősnek. Mint Roberts, a Bölcs elismeri, hogy Kenway nem tartozik semmilyen hűséggel az Asszaszinoknak vagy a Templomosoknak.

## Fejlesztés
2013. február elején a befektetőknek szóló negyedéves pénzügyi jelentésben a Ubisoft vezérigazgatója, Yves Guillemot megerősítette, hogy a következő Assassin's Creed játék, 2014. április előtti esedékes kiadására egy új hős, új korszak és új fejlesztő csapat lesz a jellemző. 2013. február 28-án, Promóciós céllal a Ubisoft közzétette az első borítóképet a következő Assasin's Creed játékról, napokkal azelőtt szivárogtatott marketing anyagokkal együtt. Bejelentette a játék címét, Assasin's Creed IV: Fekete Zászló, melyben egy meg nem nevezett karakter szerepel kovás pisztollyal és karddal, a háttérben fekete zászlóval, rajta az asszaszin szimbólummal és koponyával.
Az Assassin's Creed IV: Black Flag mozielőzetesét 2013. március 4-én hozták nyilvánosságra. A fejlesztés 2011 közepén kezdődött a Ubisoft Montrealnál, egy másik csapattal, mint ami az Assassin's Creed III-on dolgozott, valamint további munkát végeztek rajta az annecy-i, bukaresti, kijevi, montpellier-i, szingapúri és szófiai Ubisoft-stúdiók.
Carsten Myhill fő tartalomvezető ellenezte azt a véleményt, hogy a folytatás az Assassin's Creed: Brotherhood vagy az Assassin's Creed: Revelations vénájában ugyanúgy legyen csak spin-off, hiszen szemmel láthatóak hasonlóságok az Assassin's Creed III-mal. Azt mondta: "A játék érzete teljesen friss és új. Nagyon különbözőnek fog hatni az Assassin's Creed III-tól. Szerintem teljesen megérdemli az Assassin's Creed IV nevet, nem csak az új név és helyszín, de az új hozzáállás és a hangulat miatt is. "Az Assassin's Creed IV az első számmal jelölt játék a fősorozatban, amelynek alcíme van, ezt a döntést Myhill elmondása szerint azért hozta, hogy nyilvánvalóan megkülönböztesse a kalóztémát a franchise többi részétől.
Az AnvilNext motor felhasználásával a fejlesztőcsapat képes egy motorral dolgozni mindkét, az újgenerációs és a jelenlegi játékverziónál, mivel az AnvilNext motor célja az újgenerációs képességek szem elől tartása volt amellett, hogy továbbra is működjön a jelenlegi rendszerrel. Ezen kívül minden rendszernek megvannak a saját bonyolultságai és jellegei, amely támogatja a különböző vezérlőket és mindkét konzol speciális vonásinak a felhasználását. A PC-s verzió támogatja az Nvidia TXAA-t.

## Értékesítés és megjelenés
Assasin's Creed IV Black Flag a világszerte megjelent PlayStation 3-ra és Xbox 360-ra 2013. október 29-én, amíg a Wii U 2013. október 29-én jelenik meg Észak Amerikában, 2013. november 21-én Ausztráliában, 2013. november 22-én Európában és 2013. november 28-án Japánban. A Wii U verzió eredeti megjelenési dátuma 2013. november 1-ről el lett tolva Európában. 2013. március 1-jén bejelentették, hogy a játék megjelenik PlayStation 4-re és május 21-én hogy Xbox One-ra is.
A manga átdolgozás
A játék japán manga feldolgozását Jano Takasi írta és Oiva Kendi illusztrálta; és a Shuenisha Jump X magazinban jelent meg, 2013. augusztus 10-től kezdve.
Letölthető tartalmak
2013. október 8-án, Ubisoft bejelentette, hogy a Season Pass megvásárolható lesz PlayStation 3, PlayStation 4, Xbox 360, Xbox One és PC platformokra, valamint magába foglalja a Freedom Cry egyjátékos küldetéseket, Kraken Ship csomagot, mely Jackdaw személyre szabásához tartalmaz elemeket, valamint egyjátékos és többjátékos elemeket.
A Freedom Cry megmutatja a játékosnak Adéwalé szerepét, egy ingyenrabszolga Trinidadból, aki Edward Kenway fedélzetmestere lesz, később pedig az Assassin Rend tagjává válik.A történet 15 évvel az Assassin's Creed IV: Black Flag története után játszódik, ahol Adéwalé képzett aszasszinná válik, és talál magának egy hajótöröttet Saint-domingue-ban, ahol szemtől szembe találkozik a legbrutálisabb rabszolgasággal a Nyugat Indiákon. A DLC-t Jill Murray irta, ahogy a Liberation és az Aveline című tartalmat is a Black Flag részére. 2014 februárjában bejelentették, hogy a Freedom Cry ki lesz adva egyedülálló tartalomként PlayStation 4-re és 3-ra február 18-án Észak-Amerika részére, majd 19-én Európa részére. PC-re 2014. február 25-én adták ki.
A Feketeszakáll Haragja kiegészítővel elérhetővé válik mindhárom új karakterrel való játék a Fekete Lobogó többjátékos módjában. Ezen karakterek közé tartozik Blackbeard, a Jaguar és az Orchid. Ez a DLC ingyenes a Season Pass-el.
A Zsiványok Céhe hozzáad további három karaktert a többjátékos módhoz. Ezek a karakterek a Sámán, a Szirén és a Potyautas. Nem jelent meg Wii U platformon.
Zene
Az Assassin's Creed IV: Black Flag eredeti zenéjét az amerikai zeneszerző Brian Tyler szerezte, aki az előző Ubisoft játék, a Far Cry 3 zenéjét is komponálta. A zenét az Amazon boltjába és az iTunes Store-ra 2013. október 14-én bocsátották ki. Két további zeneszámot is hozzá férhetővé tettek.
Eladások
Az eladások első hetében az Egyesült Királyságban, az Assassin's Creed IV: Black Flag a legtöbbet eladott játék lett az összes elérhető formátumban, a Battlefield 4 előtt. Azonban, a játék nyitó heti eladásai 60%-kal alacsonyabbak voltak összevetve a 2012-es Assassin's Creed III-al. 2014 májusában az Ubisoft bejelentette, hogy a játék több mint 11 millió példányban kelt el.
Díjak
Az Assassin's Creed IV: Black Flag megkapta az Év Játéka jelöléseket a média üzletektől Cheat Code Central, GameSpot, és az Inside Gaming díjakat, megnyerte a Spike VGX 2013 díjat a Legjobb Akció Kaland Játékért, és a GameSpot díjakat PS4-re Az Év Játéka és Xbox One Év játékaként.